# 羅切霍茹夫足球俱樂部
羅切霍茹夫足球俱樂部（Ruch Chorzów）是波蘭的一家足球俱樂部，主場位於上西里西亞霍茹夫。羅切霍茹夫是波蘭最成功的球隊之一，14 次獲得聯賽冠軍，3 次獲得盃賽冠軍。